# Johann Balthasar Probst
Johann Balthasar Probst (geboren 1673 in Augsburg; begraben 13. Dezember 1750 ebenda) war ein deutscher Reproduktions-, vor allem aber Bildnis- und Ornament-Stecher.

## Leben
Probst war ein Schüler des Augsburger Kupferstechers und Verlegers Jeremias Wolff, dessen Tochter er heiratete. Nach dem Tod seines Schwiegervaters führte er den Verlag weiter; später seine Söhne, darunter Georg Balthasar Probst und Johann Friedrich Probst, unter den Namen Jeremias Wolff Erben.
Er fertigte vor allem Kupferstiche nach gemalten Porträts, aber auch Ornamentstiche. Bekannt wurden seine Illustrationen für Die zwar hefftig entflammte/ doch aber künstlich verborgene und über Pantalons Aufsicht triumphirende Amor, bey angestelltem Wett-Sreit kluger Phantasten. Oder Arlechin das lebendige Gemählde und lächerliche Cupido (1729).

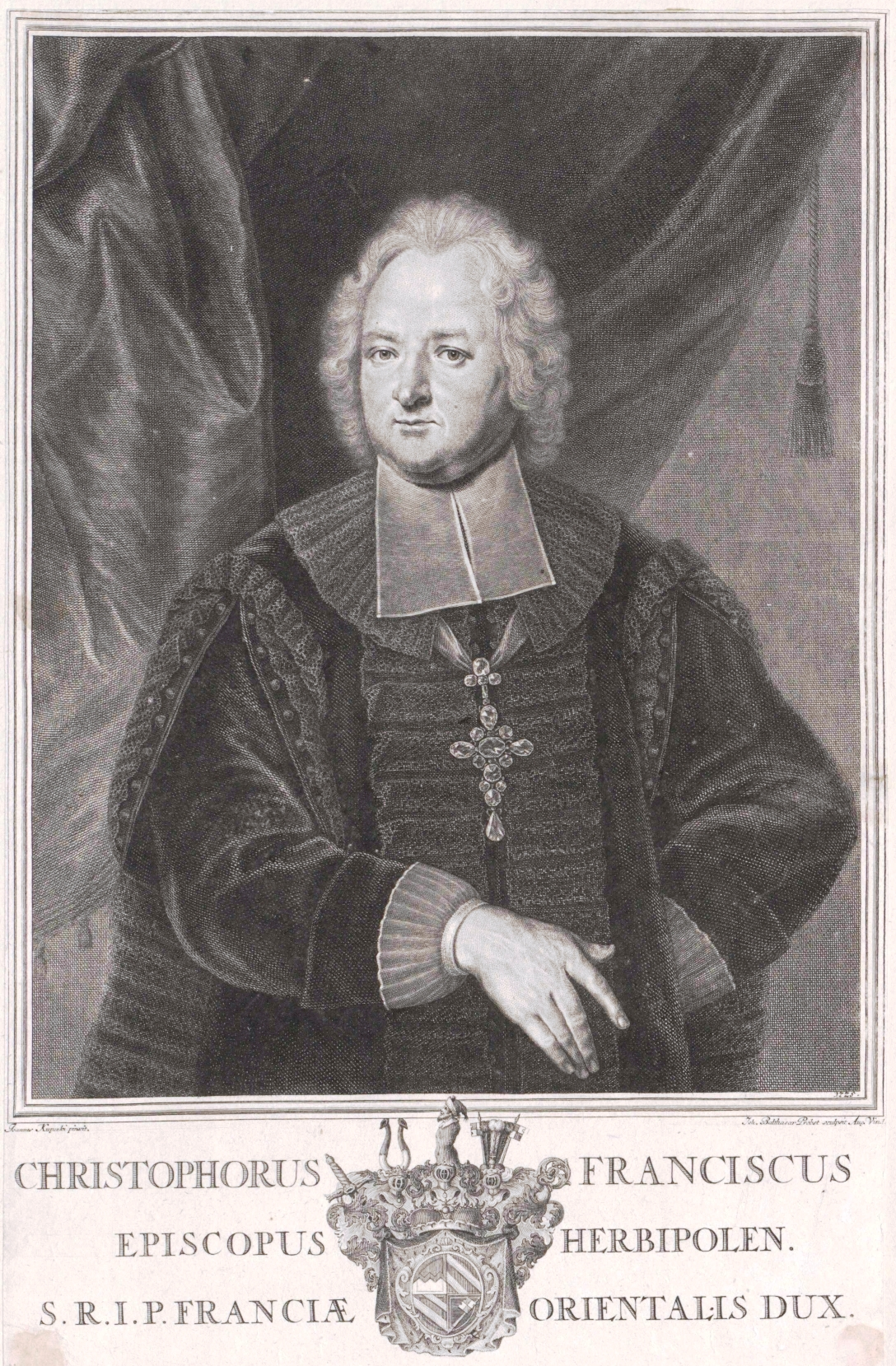
Christoph Franz von Hutten
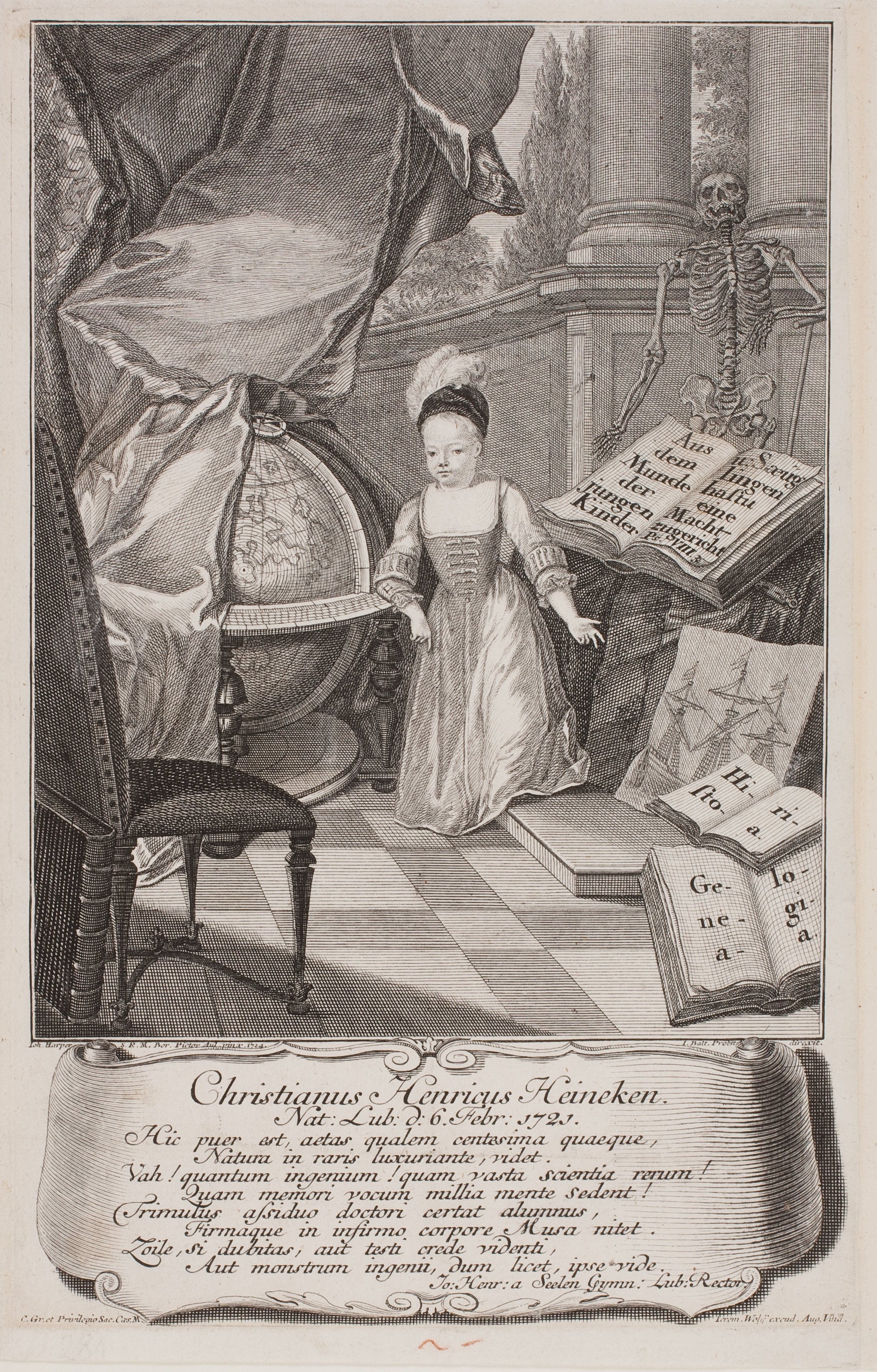
Christian Henrich Heineken
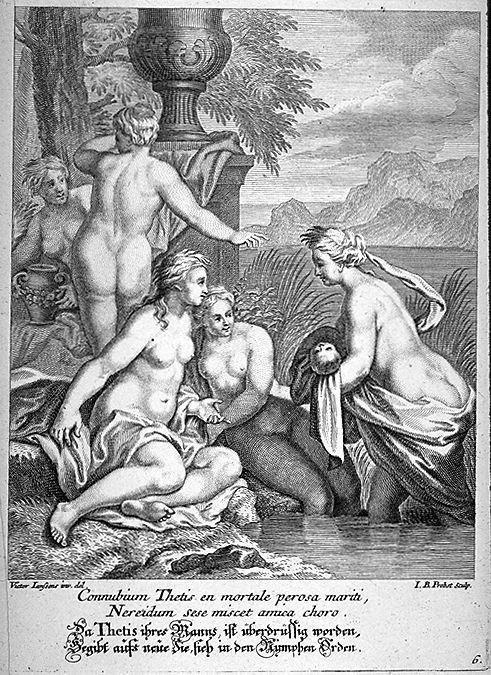
Thetis

## Weitere bekannte Werke
- 12 Blätter in Amor vehementer quidem flagrans; artificiose tamen celatus, de Pantalonis custodiaque triumphans, intentato certamine prudentum stultorum. Sive Arlechin viva pictura ridiculusque Cupido. = Die zwar hefftig entflammte/ doch aber künstlich verborgene und über Pantalons Aufsicht triumphirende Amor, bey angestelltem Wett-Sreit kluger Phantasten. Oder Arlechin das lebendige Gemählde und lächerliche Cupido. Augsburg 1729 (gallica.bnf.fr Digitalisat).
- Bildnis des Juweliers Christoph II. von Rad
- Bildnis des Senators Balthasar von Schnurbein